# Valeriana macropoda
Valeriana macropoda är en kaprifolväxtart som beskrevs av Jesse More Greenman. Valeriana macropoda ingår i släktet vänderötter, och familjen kaprifolväxter. Inga underarter finns listade i Catalogue of Life.